# Ejby (Middelfart Kommune)
 For alternative betydninger, se Ejby. (Se også artikler, som begynder med Ejby)
Ejby er en stationsby på det vestlige Fyn med 2.152 indbyggere  (2024), beliggende i Ejby Sogn, ca. 15 kilometer sydøst for Middelfart og 32 km vest for Odense.
Byen ligger i Middelfart Kommune og hører til Region Syddanmark.
Byen var indtil 2007 hovedby i Ejby Kommune.

## Historie
Navnet anses afledet af "Egby".
Omkring 1870 omtales byen således: "Ejby med Kirken, Skole, Jernbanestation, 2. Veirmøller og 3 Teglværker".
Omkring århundredeskiftet omtales byen således: "Ejby, ved Jærnbanen, med Kirke, Skole, Forskole, Fattiggaard (opr. 1882, Plads for 26 Lemmer), Forsamlingshus (opf. 1894), 2 Møller, 6 Teglværker (et i Nyhave Huse), Savværk, Købmandsforretn., Gæstgiveri, Jærnbane-, Telegraf- og Telefonstation samt Postekspedition."
Ejby stationsby havde 629 indbyggere i 1906, 888 indbyggere i 1911 og 1.037 indbyggere i 1916. I 1911 var fordelingen efter næringsveje således: 87 levede af landbrug, 366 af håndværk og industri, 165 af handel og omsætning, 115 af liberale erhverv.
Ejby fortsatte sin udvikling i mellemkrigstiden: 1.029 indbyggere i 1921, 1.039 i 1925, 998 i 1930, 1.127 i 1935 og 1.187 indbyggere i 1940. I 1930 var ehvervsfordelingen således: 164 levede af landbrug, 362 af håndværk og industri, 159 af handel og omsætning, 89 af transport, 43 af immateriel virksomhed, 101 af husgerning, 75 var ude af erhverv og 5 havde ikke oplyst indkomstgrundlag.
Ejby fortsatte sin udvikling i efterkrigstiden: 1.232 indbyggere i 1945, 1.349 i 1950, 1.398 i 1955, 1.309 i 1960 og 1.357 indbyggere i 1965